# Impost general indirecte
L'Impost general indirecte (sovint conegut sota l'acrònim IGI) és un tribut indirecte que grava els lliuraments de béns i les prestacions de serveis efectuats en territori andorrà per empresaris o professionals a títol onerós, amb caràcter habitual o ocasional, en el desenvolupament de la seva activitat econòmica, així com les importacions. Els obligats tributaris, és a dir, els empresaris i professionals, han de traslladar l'impost sobre els usuaris per als quals efectuen l'operació gravada, de forma que són els usuaris finals qui suporten la càrrega impositiva. La legislació andorrana en aquesta matèria s'inspira en la normativa europea en matèria de l'impost sobre el valor afegit.
L'IGI va entrar en vigor l'1 de gener del 2013 i va substituir diferents figures impositives existents que gravaven el consum produït a Andorra, com ara l'impost de mercaderies indirecte, el cànon del consum d'electricitat i telèfon, l'impost indirecte sobre les activitats comercials i l'impost indirecte sobre la prestació de serveis bancaris i de serveis financers. En canvi, l'IGI no ha substituït l'impost indirecte sobre la prestació de serveis d'assegurança, que encara roman vigent.
El tipus de gravamen general és d'un 4,5% i s'exigeix sempre que no es prevegi expressament l'aplicació d'un altre tipus de gravamen. Alhora existeixen un tipus superreduït del 0%, un de reduït de l'1%, un d'especial del 2,5% i un d'incrementat del 9,5% aplicable als serveis bancaris i financers. El tipus superreduït del 0% s'aplica a, entre d'altres, l'arrendament d'habitatges i els medicaments reemborsables per la CASS. El tipus reduït de l'1% és aplicable als aliments per al consum humà i als llibres, diaris i revistes.
El tipus especial del 2,5% es va introduir amb posterioritat a la entrada en vigor de l'impost. El tipus especial es va introduir el 2014 arran de la modificació de la llei de l'IGI per part del Consell General d'Andorra. Aquest tipus especial afecta els fortets d'esquí, el transport públic i les activitats culturals. Anteriorment, aquests serveis estaven subjectes al tipus general del 4,5%.
La recaptació de l'IGI correspon al Departament de Tributs i Fronteres, dependent del Ministeri de Finances del Govern d'Andorra.